# Palais Genovese
Le palais Genovese ou Palazzo Genovese, ou Casa Genovese est un palais de Venise, situé dans le quartier Dorsoduro et donnant sur le Grand Canal, à quelques mètres de la basilique de Santa Maria della Salute. La façade arrière donne sur l'abbaye de San Gregorio. 

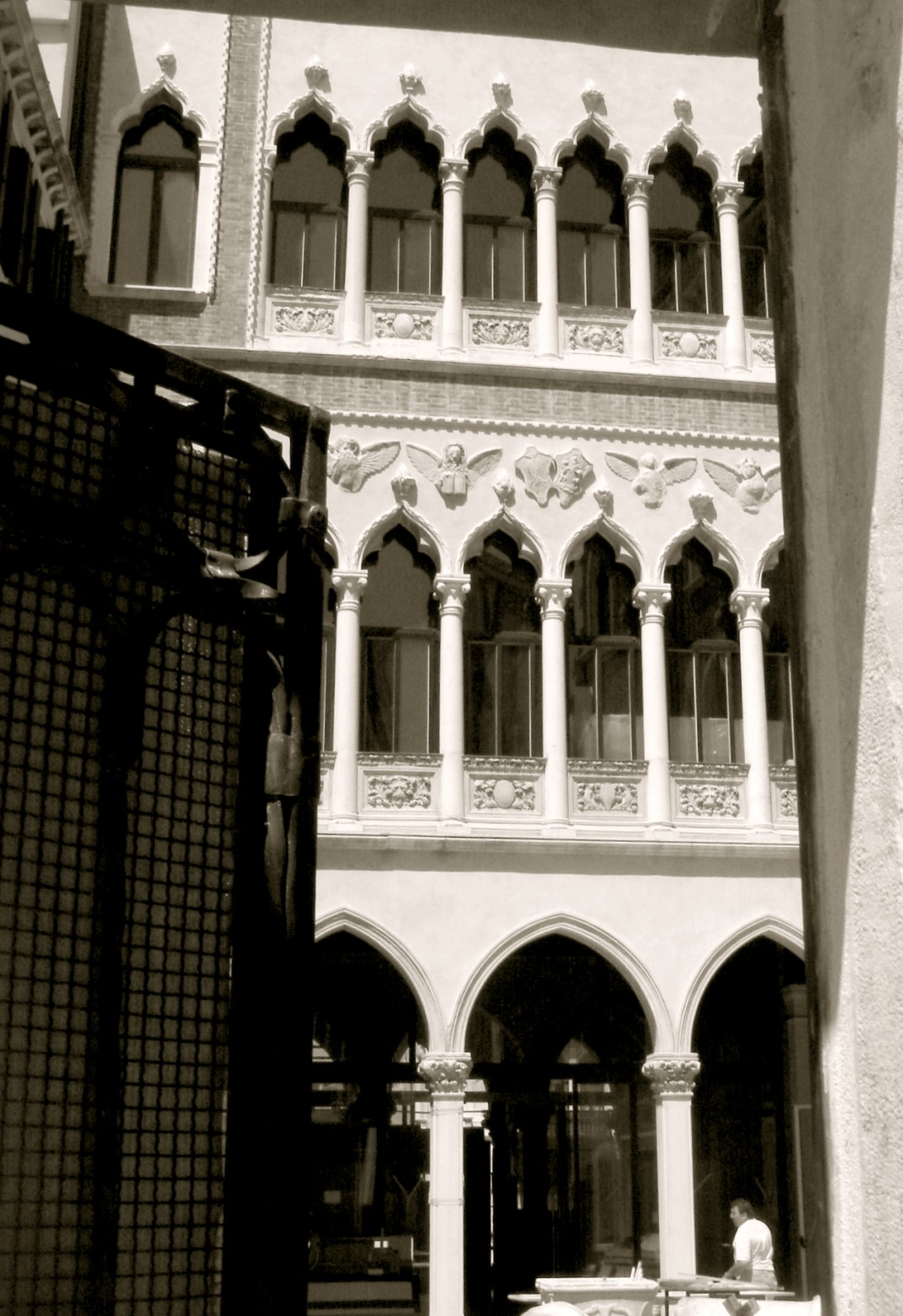
Palazzo Genovese, façade arrière

## Histoire
Le palais a été construit en 1892, sur un projet de l'architecte Edoardo Trigomi Mattei, comme résidence vénitienne de la famille Genovese. 
Après une longue période de déclin au cours de la seconde moitié du XXe siècle, une importante restauration a été achevée en 2009, avec la conversion en hôtel de luxe. 
Au cours de cette dernière restauration, certains éléments de valeur archéologique ont été trouvés: en plus des vestiges du monastère de San Gregorio, ceux de structures de logements en bois datant du IXe siècle et un bâtiment en pierre du VIIe siècle  . 

## Description
Le style architectural de ce bâtiment, aux dimensions imposantes, est un exemple du néo-gothique vénitien : en fait, les traits stylistiques que Trigomi Mattei a empruntés au palais Cavalli-Franchetti sont évidents.